# Берли (Њу Џерзи)
Берли (енгл. Burleigh) насељено је место без административног статуса у америчкој савезној држави Њу Џерзи.

## Демографија
По попису из 2010. године број становника је 725.
| Група             | 2000.    | 2010.       |
| Белци             | 0 (0,0%) | 488 (67,3%) |
| Афроамериканци    | 0 (0,0%) | 113 (15,6%) |
| Азијати           | 0 (0,0%) | 23 (3,2%)   |
| Хиспаноамериканци | 0 (0,0%) | 99 (13,7%)  |
| Укупно            | 0        | 725         |